# Kathy Rinaldi
Kathleen Suzanne (Kathy) Rinaldi (Stuart, 24 maart 1967) is een voormalig tennisspeelster uit de Verenigde Staten. Zij speelt rechtshandig en heeft een tweehandige backhand. Zij was actief in het proftennis van 1980 tot en met 1997. In de tachtiger jaren concentreerde zij zich op het enkelspel; in de negentiger jaren lag de nadruk meer bij het dubbelspel.
Op 11 december 1993 trad zij in het huwelijk met Brad Stunkel – daarna speelde zij onder de naam Kathy Rinaldo-Stunkel.

## Loopbaan

### Enkelspel
Rinaldi debuteerde in 1980 op het toernooi van Deerfield Beach (VS). Een maand later speelde zij voor het eerst op een WTA-hoofdtoernooi, op het toernooi van Tampa. Bij haar grandslamdebuut op Roland Garros in 1981 bereikte zij meteen de kwartfinale. Een maand later werd zij op Wimbledon met haar 14 jaar en 91 dagen de jongste speelster die op Wimbledon een partij won – dit record hield stand tot 1990. Zij stond in 1981 voor het eerst in een WTA-finale, op het toernooi van Kioto – hier veroverde zij haar eerste titel, door de Amerikaanse Julie Harrington te verslaan. In totaal won zij drie WTA-titels, de laatste in 1986 in Little Rock (VS).
Haar beste resultaat op de grandslamtoernooien is het bereiken van de halve finale, op Wimbledon 1985. Later dat jaar bereikte zij ook de halve finale op de WTA Tour Championships. Haar hoogste notering op de WTA-ranglijst is de zevende plaats, die zij bereikte in mei 1986.

### Dubbelspel
Rinaldi debuteerde in 1982 op het ITF-toernooi van Palm Beach Gardens (VS) samen met landgenote JoAnne Russell. Twee maanden later beleefde zij haar grandslamdebuut op Wimbledon, samen met landgenote Chris Evert – zij bereikten er de derde ronde. Later dat jaar speelde Rinaldi voor het eerst op een WTA-hoofdtoernooi, op het toernooi van Mahwah, samen met de Zuid-Afrikaanse Rosalyn Fairbank.
Met ingang van 1991 speelde Rinaldi de dubbelspeltoernooien nog bijna uitsluitend met de Canadese Jill Hetherington – dit bleek een vruchtbare samenwerking. Zij stond dat jaar met Hetherington voor het eerst in een WTA-finale, op het toernooi van San Antonio – zij verloren van het koppel Patty Fendick en Monica Seles. Drie weken later veroverde Rinaldi met Hetherington haar eerste WTA-titel, op het toernooi van Houston, door het Amerikaanse koppel Patty Fendick en Mary Joe Fernandez te verslaan. Rinaldi bereikte binnen drie jaar (1991–1993) twaalf keer een WTA-finale, waarvan elf keer met Jill Hetherington. In totaal won zij twee WTA-titels, de tweede (in hetzelfde jaar als de eerste: 1991) in San Diego.
Haar beste resultaat op de grandslamtoernooien is het bereiken van de halve finale op drie van de vier grandslamtoernooien. Ook in het gemengd dubbelspel bereikte zij de halve finale, eenmaal met de Canadees Grant Connell op Wimbledon 1991 en een tweede maal met de Amerikaan Patrick Galbraith op de US Open 1993. Haar hoogste notering op de WTA-ranglijst is de dertiende plaats – zij bereikte die in februari 1993.

### Tennis in teamverband
Rinaldi vertegenwoordigde de Verenigde Staten bij de Wightman Cup in 1983, 1985 en 1986. Zij won er al haar partijen, vier in het enkelspel en een in het dubbelspel.
Rinaldi was coach van het Amerikaanse Fed Cup-team onder captain Zina Garrison in 2006 en 2008.
Zij was captain van de Amerikaanse Junior Fed Cup in 2014.

## Posities op deWTA-ranglijst
Positie per einde seizoen:
| jaartal | ranking enkelspel | ranking dubbelspel |
| ------- | ----------------- | ------------------ |
| 1983    | 15                | –                  |
| 1984    | 23                | –                  |
| 1985    | 11                | –                  |
| 1986    | 8                 | 23                 |
| 1987    | 26                | 75                 |
| 1988    | 87                | 565                |
| 1989    | 52                | 96                 |
| 1990    | 70                | 81                 |
| 1991    | 105               | 20                 |
| 1992    | 110               | 15                 |
| 1993    | 83                | 22                 |
| 1994    | 327               | 103                |
|         |                   |                    |
| 1996    | 225               | 52                 |

## Palmares
| Legenda                |
| ---------------------- |
| Grandslamtoernooi      |
| Olympische Spelen      |
| Year-End Championships |
| Tier I                 |
| Tier II                |
| Tier III               |
| Tier IV & V            |

### WTA-finaleplaatsen enkelspel
| nr.              | finaledatum | toernooi         | ondergrond | tegenstandster   | score         |
| ---------------- | ----------- | ---------------- | ---------- | ---------------- | ------------- |
| Gewonnen finales |             |                  |            |                  |               |
| 1.               | 1981-10-18  | WTA Kioto        | hardcourt  | Julie Harrington | 6-1, 7-5      |
| 2.               | 1985-08-18  | WTA Mahwah       | hardcourt  | Steffi Graf      | 6-4, 3-6, 6-4 |
| 3.               | 1986-11-09  | WTA Little Rock  | tapijt (i) | Natallja Zverava | 6-4, 6-7, 6-0 |
| Verloren finales |             |                  |            |                  |               |
| 1.               | 1981-11-30  | WTA Johannesburg | hardcourt  | Kathleen Horvath | 6-7, 4-6      |
| 2.               | 1982-05-24  | WTA Berlijn      | gravel     | Bettina Bunge    | 2-6, 2-6      |
| 3.               | 1982-08-01  | WTA San Diego    | hardcourt  | Tracy Austin     | 6-7, 3-6      |
| 4.               | 1985-09-22  | WTA Chicago      | tapijt (i) | Bonnie Gadusek   | 1-6, 3-6      |
| 5.               | 1986-05-11  | WTA Houston      | gravel     | Chris Evert      | 4-6, 6-2, 4-6 |

### WTA-finaleplaatsen vrouwendubbelspel
| nr.              | finaledatum | toernooi         | ondergrond | partner           | tegenstandsters                                   | score         |
| ---------------- | ----------- | ---------------- | ---------- | ----------------- | ------------------------------------------------- | ------------- |
| Gewonnen finales |             |                  |            |                   |                                                   |               |
| 1.               | 1991-04-21  | WTA Houston      | gravel     | Jill Hetherington | Patty Fendick Mary Joe Fernandez                  | 6-1, 2-6, 6-1 |
| 2.               | 1991-08-04  | WTA San Diego    | hardcourt  | Jill Hetherington | Gigi Fernández Nathalie Tauziat                   | 6-4, 3-6, 6-2 |
| Verloren finales |             |                  |            |                   |                                                   |               |
| 1.               | 1991-03-31  | WTA San Antonio  | hardcourt  | Jill Hetherington | Patty Fendick Monica Seles                        | 6-7, 2-6      |
| 2.               | 1991-10-06  | WTA Leipzig      | tapijt (i) | Jill Hetherington | Manon Bollegraf Isabelle Demongeot                | 4-6, 3-6      |
| 3.               | 1992-02-02  | WTA Auckland     | hardcourt  | Jill Hetherington | Rosalyn Fairbank-Nideffer Raffaella Reggi-Concato | 6-1, 1-6, 5-7 |
| 4.               | 1992-03-01  | WTA Indian Wells | hardcourt  | Jill Hetherington | Claudia Kohde-Kilsch Stephanie Rehe               | 3-6, 3-6      |
| 5.               | 1992-03-22  | WTA Miami        | hardcourt  | Jill Hetherington | Arantxa Sánchez Larisa Savtsjenko                 | 5-7, 7-5, 3-6 |
| 6.               | 1992-04-19  | WTA Houston      | gravel     | Jill Hetherington | Patty Fendick Gigi Fernández                      | 5-7, 4-6      |
| 7.               | 1992-11-01  | WTA San Juan     | hardcourt  | Gigi Fernández    | Amanda Coetzer Elna Reinach                       | 2-6, 6-4, 2-6 |
| 8.               | 1993-02-07  | WTA Auckland     | hardcourt  | Jill Hetherington | Isabelle Demongeot Elna Reinach                   | 2-6, 4-6      |
| 9.               | 1993-03-21  | WTA Miami        | hardcourt  | Jill Hetherington | Larisa Savtsjenko Jana Novotná                    | 2-6, 5-7      |
| 10.              | 1993-05-23  | WTA Straatsburg  | gravel     | Jill Hetherington | Shaun Stafford Andrea Temesvári                   | 7-6, 3-6, 4-6 |

## Prestatietabel grandslamtoernooien
| Legenda | Legenda                          |
| ------- | -------------------------------- |
| g.t.    | geen toernooi gehouden           |
| l.c.    | lagere categorie                 |
| –       | niet deelgenomen                 |
| G       | uitgeschakeld in de groepsfase   |
| 1R      | uitgeschakeld in de eerste ronde |
| 2R      | uitgeschakeld in de tweede ronde |
| 3R      | uitgeschakeld in de derde ronde  |
| 4R      | uitgeschakeld in de vierde ronde |
| KF      | uitgeschakeld in de kwartfinale  |
| HF      | uitgeschakeld in de halve finale |
| F       | de finale verloren               |
| W       | het toernooi gewonnen            |
| w-v     | winst/verlies-balans             |

### Enkelspel
| Toernooi        | 1981 | 1982 | 1983 | 1984 | 1985 | 1986 | 1987 | 1988 | 1989 | 1990 | 1991 | 1992 | 1993 | 1994 | 1995 | 1996 | w-v   |
| --------------- | ---- | ---- | ---- | ---- | ---- | ---- | ---- | ---- | ---- | ---- | ---- | ---- | ---- | ---- | ---- | ---- | ----- |
| Australian Open | –    | –    | 2R   | 4R   | –    | g.t. | –    | –    | –    | 2R   | 1R   | –    | 1R   | 1R   | –    | –    | 3-6   |
| Roland Garros   | KF   | 4R   | 4R   | 3R   | 3R   | KF   | 3R   | 1R   | 2R   | 1R   | 2R   | 1R   | 3R   | –    | –    | –    | 24-13 |
| Wimbledon       | 2R   | 3R   | 4R   | 1R   | HF   | 1R   | –    | –    | 1R   | 1R   | 1R   | 2R   | 2R   | –    | –    | 1R   | 13-12 |
| US Open         | 1R   | 4R   | 2R   | 2R   | 1R   | 1R   | –    | 1R   | 2R   | 2R   | 2R   | 2R   | 1R   | –    | 1R   | 1R   | 9-14  |

g.t. toernooi niet gehouden

### Vrouwendubbelspel
| Toernooi        | 1982 | 1983 | 1984 | 1985 | 1986 | 1987 |    | 1989 | 1990 | 1991 | 1992 | 1993 | 1994 | 1995 | 1996 | 1997  | w-v |
| --------------- | ---- | ---- | ---- | ---- | ---- | ---- | -- | ---- | ---- | ---- | ---- | ---- | ---- | ---- | ---- | ----- | --- |
| Australian Open | –    | –    | 2R   | –    | g.t. | –    | –  | 1R   | HF   | 2R   | HF   | 2R   | –    | –    | –    | 10-6  |     |
| Roland Garros   | –    | 1R   | 1R   | 1R   | 1R   | HF   | –  | –    | 1R   | 3R   | 1R   | –    | –    | 1R   | 1R   | 6-10  |     |
| Wimbledon       | 3R   | –    | –    | 2R   | 3R   | –    | 2R | –    | 3R   | 1R   | KF   | –    | –    | 2R   | 1R   | 12-9  |     |
| US Open         | 1R   | 1R   | 2R   | HF   | KF   | –    | 2R | 2R   | 1R   | 3R   | 2R   | –    | 2R   | 2R   | 2R   | 16-13 |     |

g.t. toernooi niet gehouden

### Gemengd dubbelspel
| Australian Open | –  | –  | –  | –  | –  | –  | 2R | 2R | –  | –  | 2-2 |
| Roland Garros   | –  | KF | –  | 2R | –  | 3R | 2R | –  | 2R | 3R | 6-6 |
| Wimbledon       | –  | 2R | 1R | –  | HF | 2R | KF | –  | 1R | 1R | 8-5 |
| US Open         | 2R | –  | –  | –  | –  | –  | HF | –  | 1R | –  | 4-4 |